# Luis Sánchez Galán
General Luis Sánchez Galán fue un militar mexicano que participó en la Revolución mexicana. Nació el 21 de julio de 1891, en el municipio de Lerma, Estado de México. Fue hijo de Jesús Sánchez Galán y de Martina Osorio. Estuvo igualmente casado con María Gómez con quien procreó seis hijos; tres varones y tres mujeres: Luis, Mario, José Rodolfo, Ana María, Rosa María y María Teresa. Se incorporó a las fuerzas del Ejército Libertador del Sur el 2 de marzo de 1911 recibiendo por parte del Gral. Emiliano Zapata el grado de Capitán Primero. Durante toda la lucha suriana recibió los grados siguientes por manos de Emiliano Zapata, hasta el grado de general brigadier pues el grado de general de brigada se lo otorgó el general Genovevo de la O, en la ciudad de Cuernavaca, Morelos, en 1916. Al triunfo del Plan de Agua Prieta se unió al Ejército Mexicano donde poco después recibió el grado de General de División. Murió en la Ciudad de México el 3 de septiembre de 1971.